# Comté de Harrison (Kentucky)
Pour les articles homonymes, voir Comté de Harrison et Harrison.
Le comté de Harrison est un comté de l'État du Kentucky, aux États-Unis, fondé en 1794. Son siège est basé à Cynthiana.